# Tharwoestijn

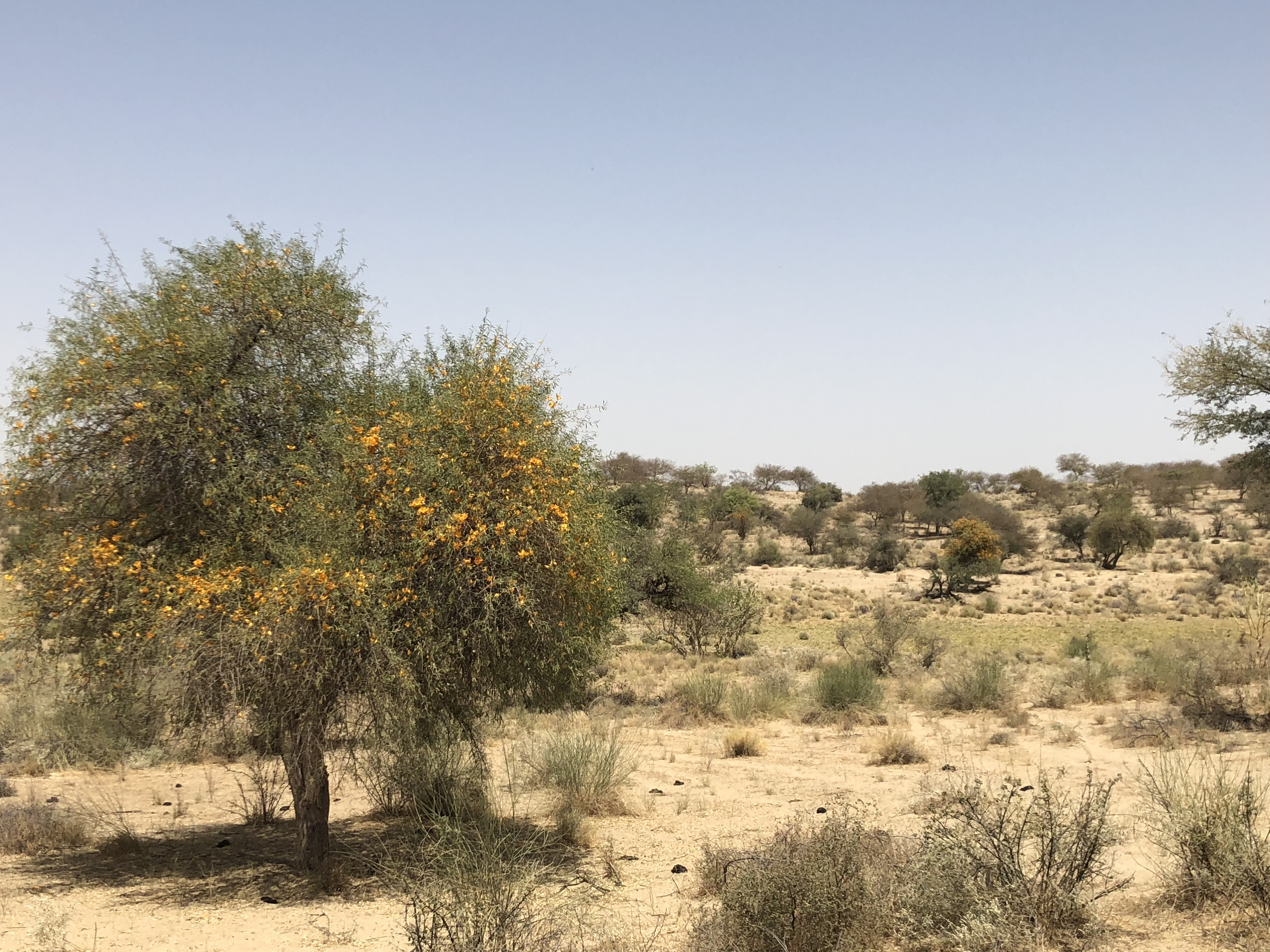
Landschap in het Pakistaanse gedeelte van de Tharwoestijn

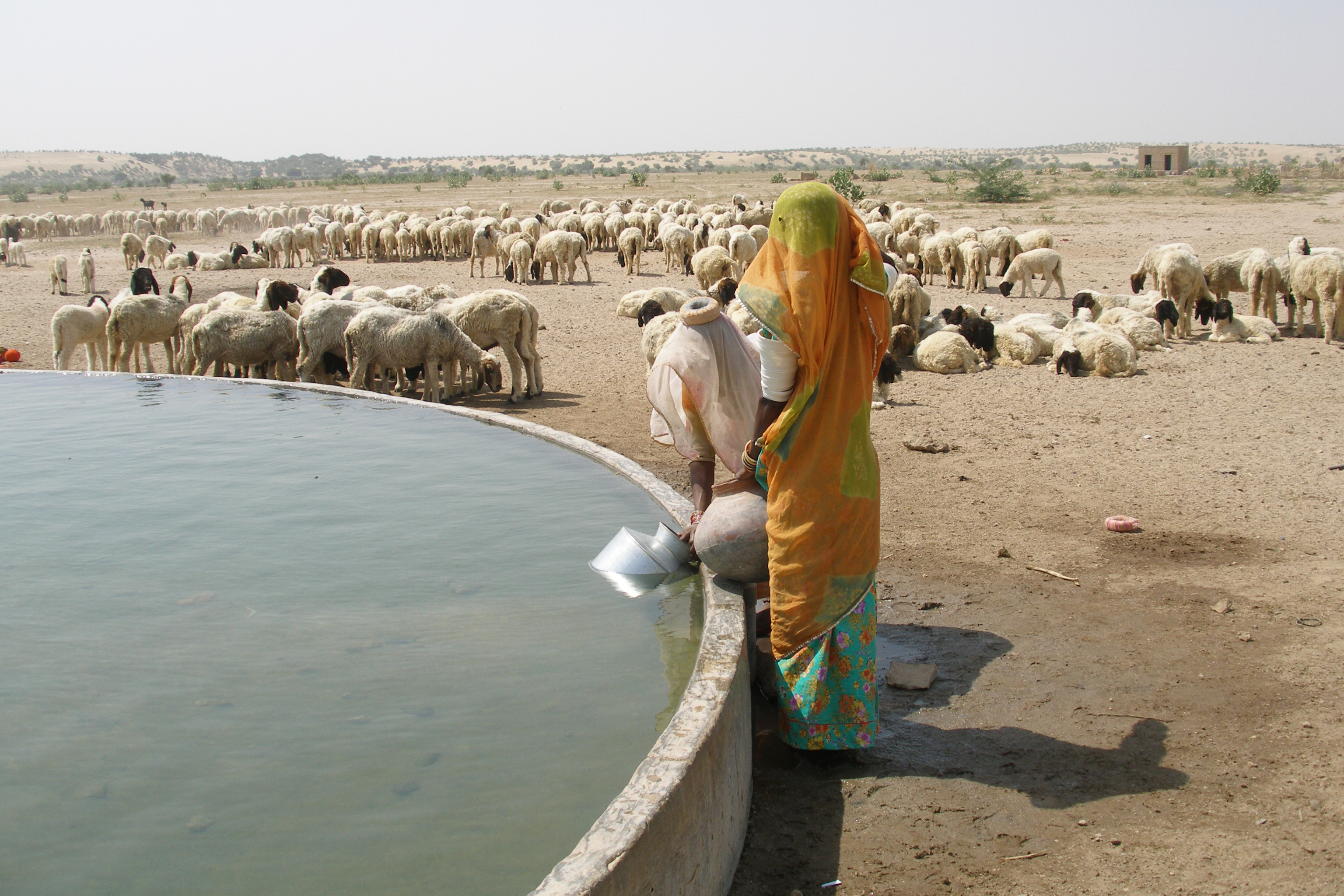
Schaapsherder met kudde bij een drinkplaats in India

De Tharwoestijn of Grote Indiase Woestijn  is een woestijn die deels in de Pakistaanse provincies Sindh en Punjab gelegen is en deels in de Indiase deelstaten Punjab, Haryana, Rajasthan en Gujarat.

## Omvang
De woestijn heeft een oppervlakte van ongeveer 240.000 km² (450.000 km² met inbegrip van de met xerofiel struikgewas begroeide randgebieden). De woestijn ligt voor ongeveer een derde op Pakistaans en ongeveer twee derde op Indiaas grondgebied. 61% ligt hiervan in Rajasthan.
In het zuidwesten van de woestijn, richting de Arabische Zee, ligt de Rann van Kutch, een onherbergzame zoutvlakte en seizoensgebonden moerasgebied.

## Kenmerken
Het grootste deel is rots en een klein deel in het uiterste westen van de woestijn, bestaat uit zand.

## Ontstaan
Het ontstaan van de Tharwoestijn is onzeker. Sommige geologen menen dat de woestijn vier- tot tienduizend jaar oud is, maar anderen denken dat de woestijnvorming al veel eerder begon.

## Klimaat
Het gebied wordt gekenmerkt door de extreme temperaturen van 45 °C in de zomer tot onder het vriespunt in de winter. De regenval is onzeker en onregelmatig, en het jaartotaal varieert tussen de 120 mm in het uiterste westen tot 375 mm naar het oosten toe.
Het gebrek aan neerslag is hoofdzakelijk het gevolg van de ligging ten opzichte van het Aravalligebergte, waardoor het gebied tijdens de moesson vrijwel geen neerslag ontvangt.

## Afbeeldingen

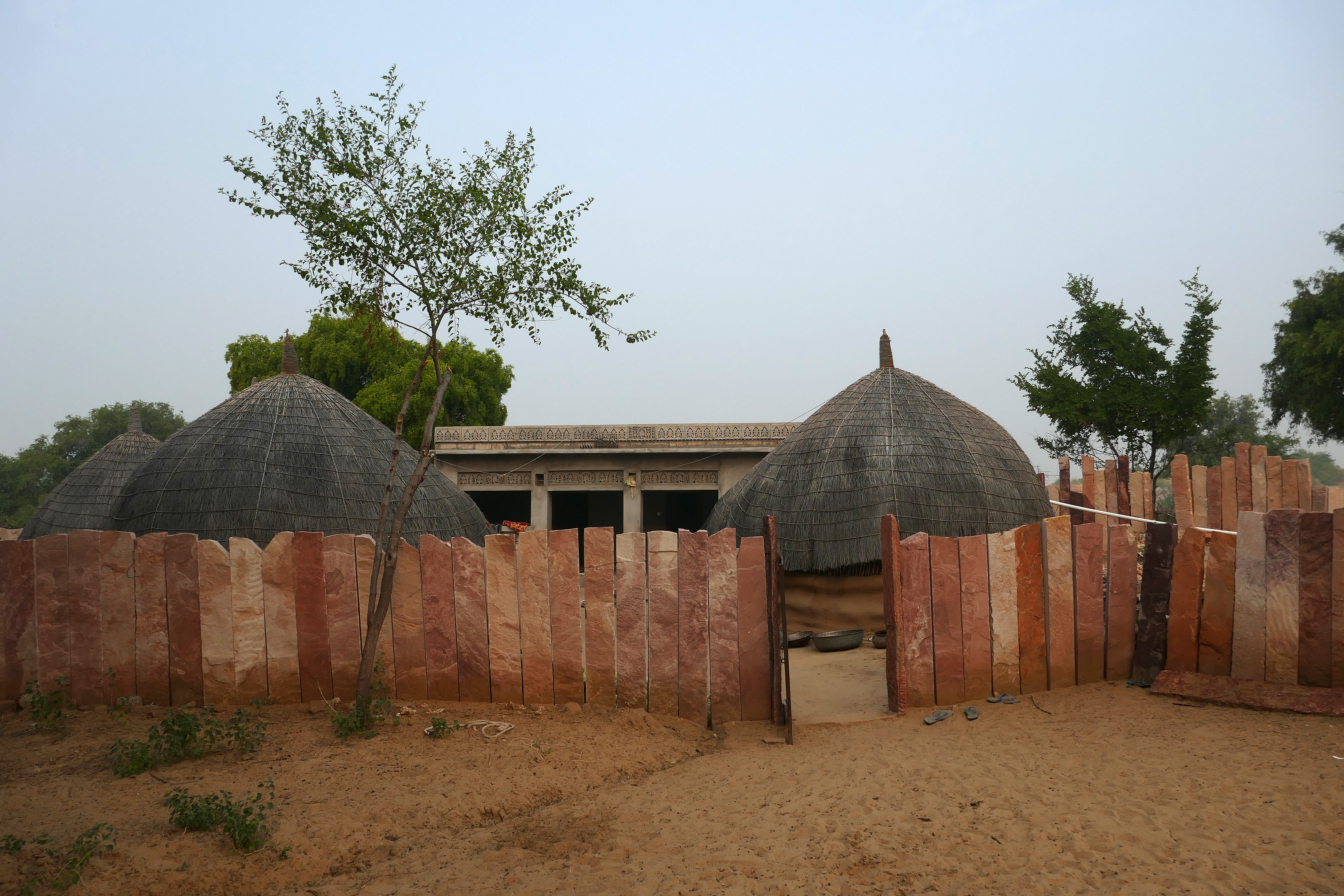
nederzetting in Rajasthan
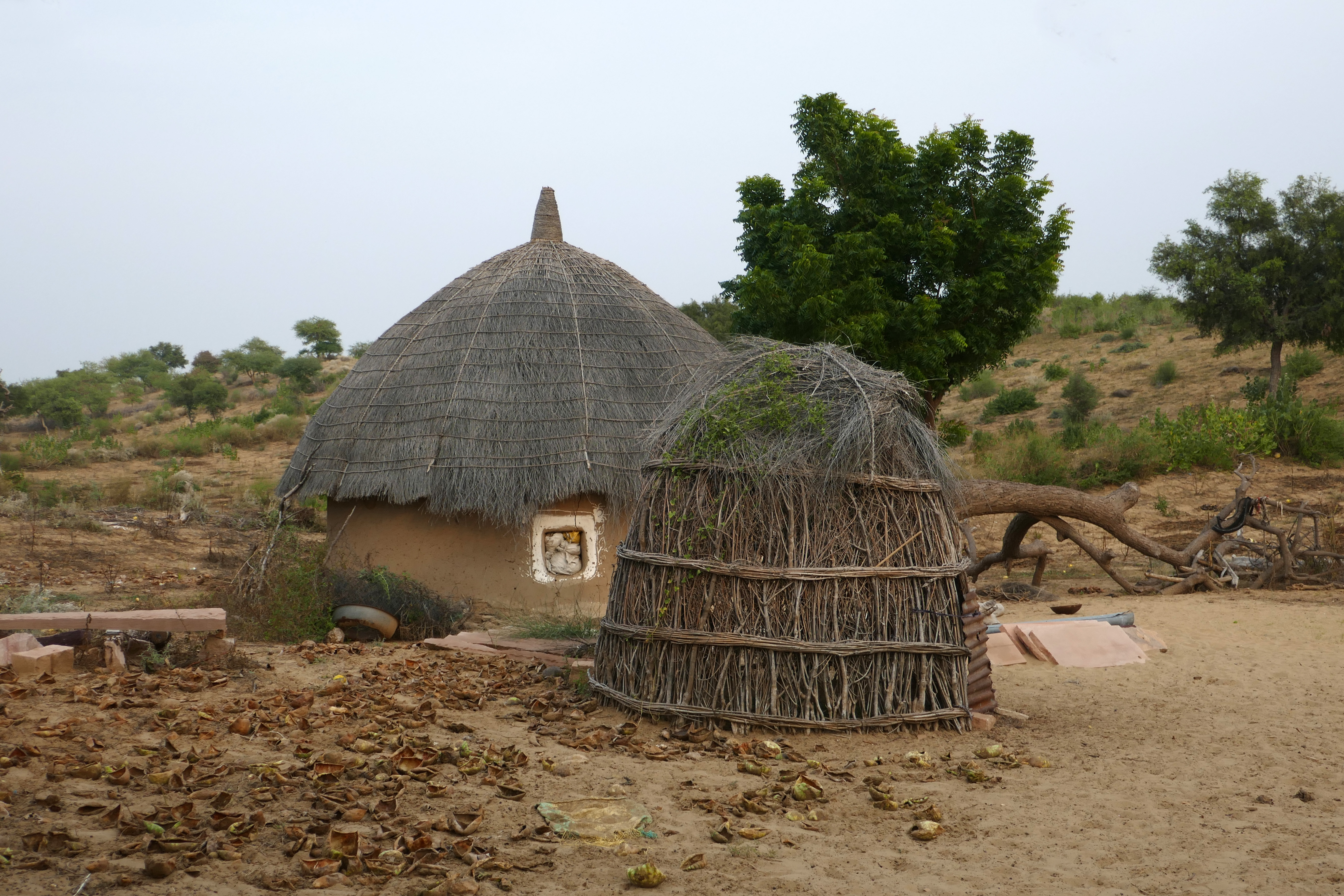
traditionele hutten
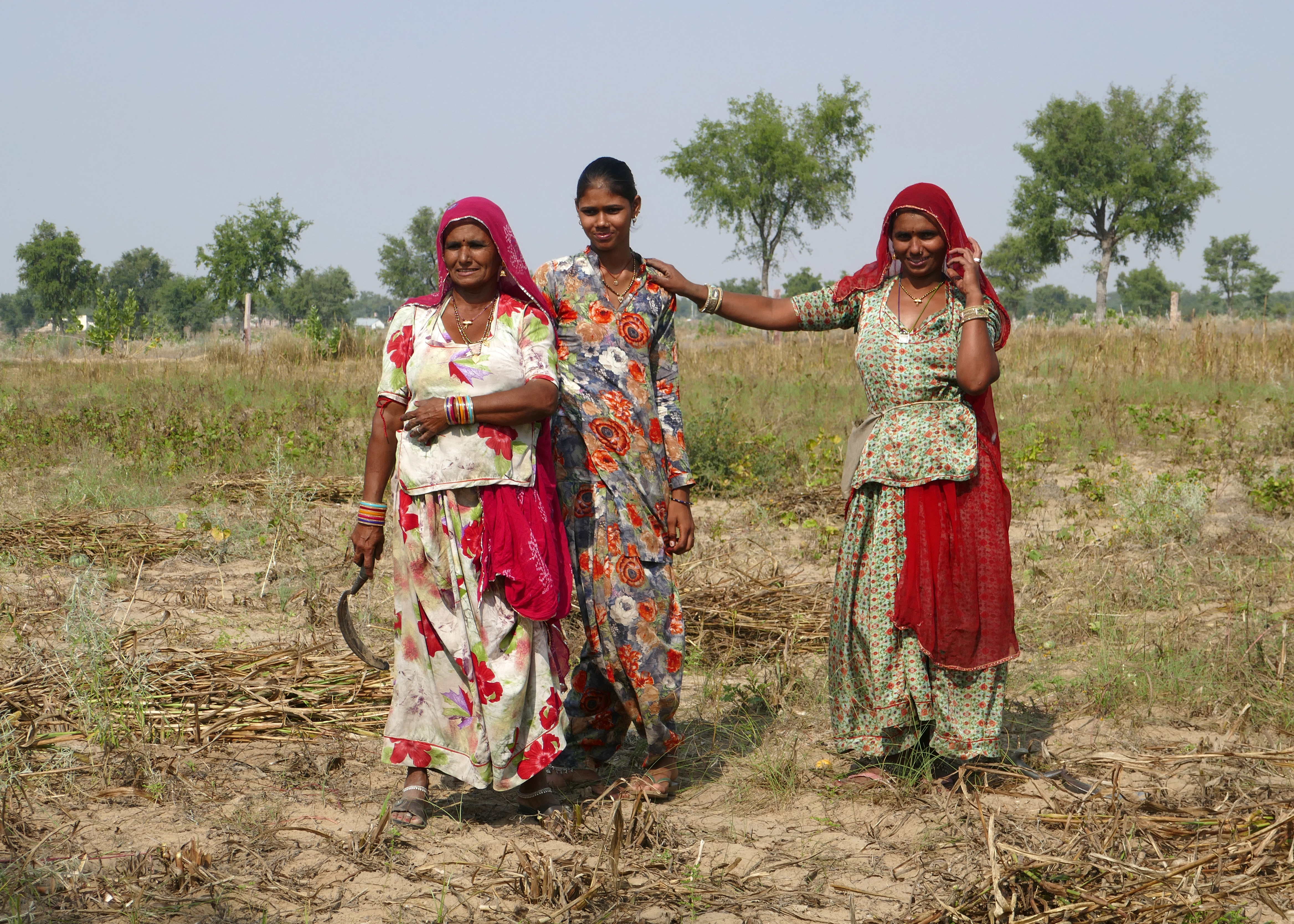
bewoners van de woestijn in India